# سربروس

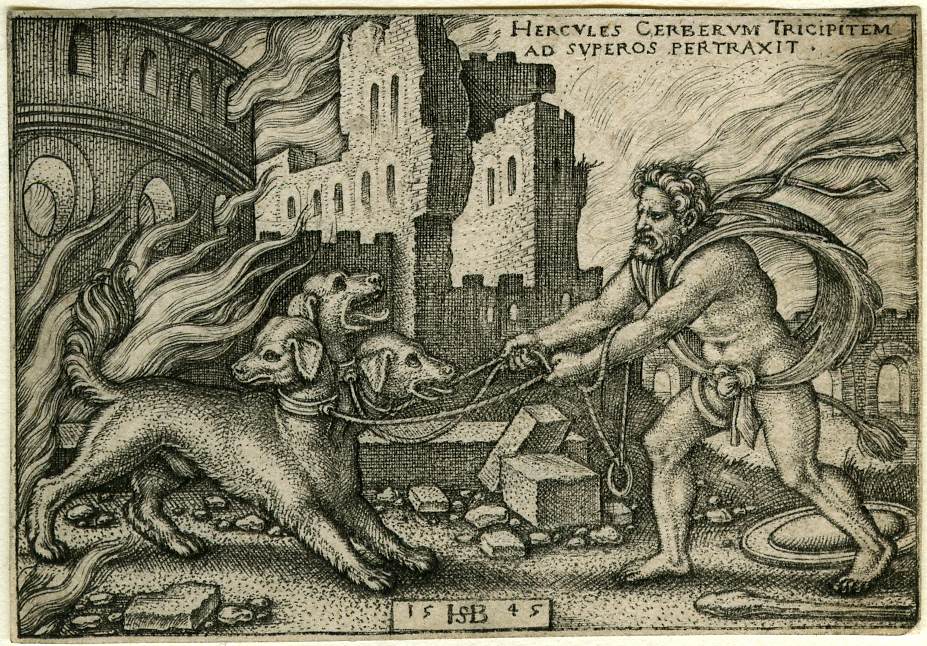
هرکول سِربِروس را به بند می‌کشد. حکاکی سده ۱۶ میلادی

سِربِروس (به یونانی: Κέρβερος) یکی از موجودات افسانه‌ای در اساطیر یونان باستان و یکی دیگر از فرزندان تایفون و اکیدنا است. سِربِروس سگی بود با سه سر (در برخی تفاسیر پنجاه تا صد سر)، پنجه‌هایی چون شیر و ماری به‌جای دُم که نگهبان دروازهٔ جهان زیرین (جهان مردگان) بود و به ارواح اجازهٔ ورود می‌داد و مانع خروجشان از جهان زیرین می‌شد. تنها چند تن از زندگان توانستند به طریقی از این سد بگذرند و به جهان مردگان بروند و بازگردند. یکی از این افراد اورفئوس بود که توانست سِربِروس را با آوازخوانی خواب کند و به نجات همسرش ائورودیکه برود. هرکول نیز در آخرین (دوازدهمین) مأموریت خود موفق شد سِربِروس را از جایگاه خود خارج سازد و به شاه ائوروستئوس پیشکش کند. در داستان‌های تاریخی یونان گفته می‌شود که سربروس اسکندر مقدونی را کشته و به دنیای مردگان برده‌است